# Kozîrșciîna, Mlîniv
Kozîrșciîna (în ucraineană Козирщина) este un sat în comuna Bokiima din raionul Mlîniv, regiunea Rivne, Ucraina.

## Demografie
Componența lingvistică a localității Kozîrșciîna
     Ucraineană (100%)
Conform recensământului din 2001, toată populația localității Kozîrșciîna era vorbitoare de ucraineană (100%).